# Aeolesthes pericalles
Aeolesthes pericalles är en skalbaggsart som beskrevs av J. Linsley Gressitt och Yves Rondon 1970. Aeolesthes pericalles ingår i släktet Aeolesthes och familjen långhorningar.
Artens utbredningsområde är Laos. Inga underarter finns listade i Catalogue of Life.